# Luis Otero
Luis Otero Sánchez-Encinas (Pontevedra, 22 ottobre 1893 – La Coruña, 20 gennaio 1955) è stato un calciatore spagnolo, di ruolo difensore.

## Palmarès

### Nazionale
- Argento olimpico: 1

Anversa 1920